# Mar entrerriense

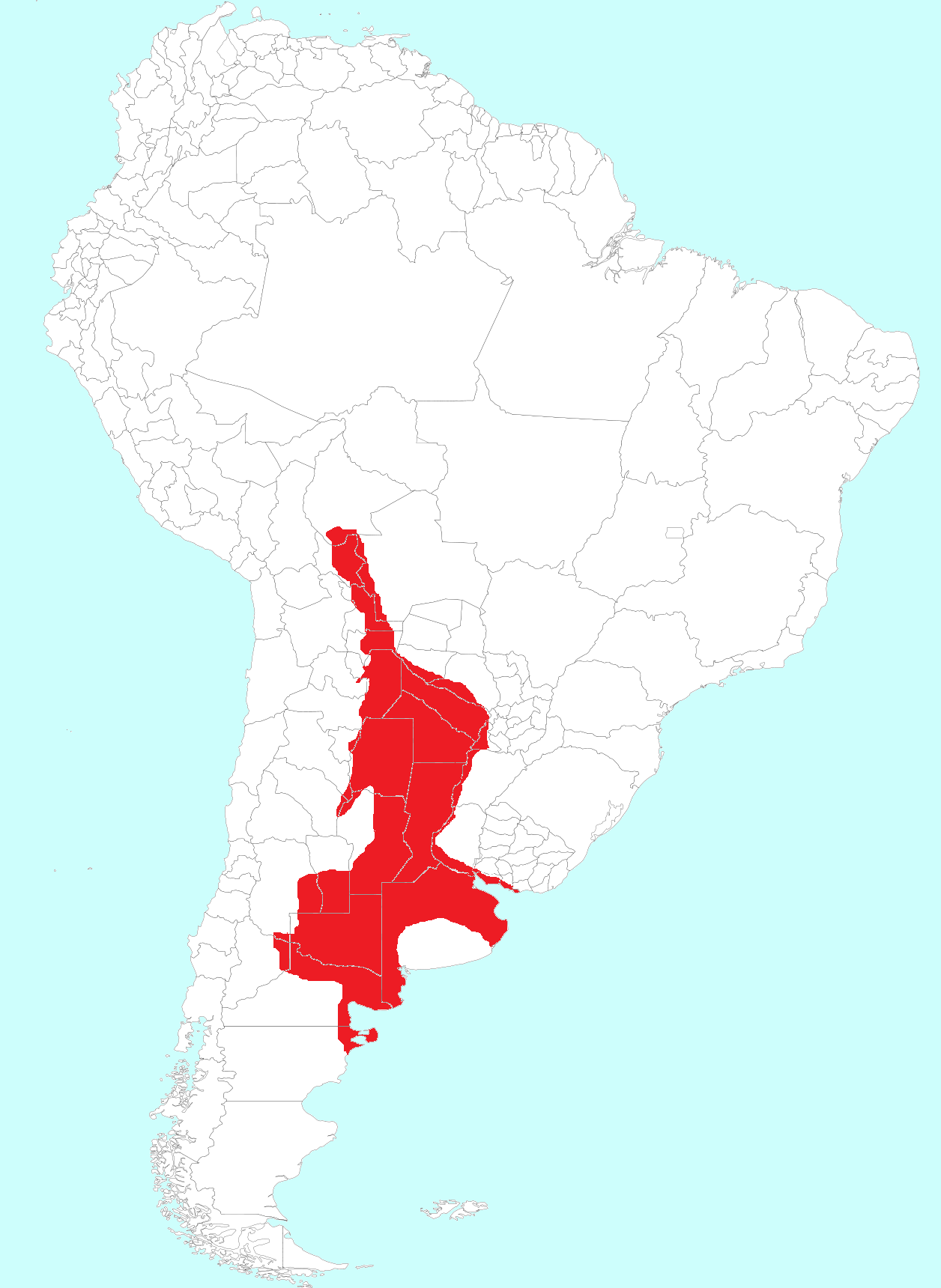
En color rojo se observa la superficie cubierta por el mar entrerriense durante el máximo transgresivo.

Se denomina mar entrerriense, también llamado mar entrerriano, mar paranaense, mar de Bravard o transgresión entrerriense, a un cuerpo marino desaparecido que se formó en la mitad norte del Cono Sur de América del Sur durante una transgresión marina del Mioceno.

## Generalidades
Durante el Mioceno, sumado a fases tectónicas andinas, ocurrió una elevación del nivel marino lo que originó que, avanzando desde el sudeste (Río de la Plata), la línea costera del océano Atlántico sudoccidental efectuase un corrimiento profundo hacia el oeste y norte, internándose en las áreas continentales por medio de un mar somero con influencia deltaica a submareal, representada esta última por barreras arrecifales carbonáticas.
Como el registro fósilífero típicamente marino (moluscos de mar, tiburones, ballenas, etc) parece no superar el río Guayquiraró (actual límite entre las provincias de Entre Ríos y Corrientes) se cree que desde allí hacia latitudes menores chaqueñas las aguas abiertas habrían disminuido su tenor halino, y en las costas se sucederían lagunas litorales con salinidad propia del mar con depósitos de yeso, junto con marismas estuariales y humedales dulciacuícolas, en razón del aporte de los abundantes cauces fluviales que drenaban las laderas andinas, la plataforma brasileña o el interior del subcontinente.
Este mar presentaba aguas subtropicales, similares a las que se encuentran actualmente en el Atlántico a igual latitud.
Este cuerpo marino presentó 4 fluctuaciones, cada una de ellas fue progresivamente disminuyendo su extensión areal, siendo la más amplia de todas la primera ingresión (llamada Paranense inferior).
Teniendo como patrón los territorios de los actuales países, este mar cubrió gran parte de la actual llanura chacopampeana, todo el centro, norte y este de la Argentina, el sur del Uruguay, sectores del sur del Brasil, el oeste del Paraguay y el este de Bolivia. Hacia el norte este mar presentaba un saco (en lo que hoy es Bolivia), por dicho sector habría tenido algunos períodos de conexiones biogeográficas efímeras con áreas acuáticas (se debate si eran marinas, estuariales o dulceacuícolas) situadas en lo que hoy es la cuenca amazónica.
Hacia el sur, este mar alcanzó a inundar el nordeste de la Patagonia argentina, correspondiendo a él los depósitos de sedimentitas de la formación Puerto Madryn (este de Río Negro y noreste de Chubut) llegando a latitudes australes del área de Puerto Madryn y península Valdés.
En el Uruguay se manifestó mediante la formación Camacho, mientras que en el este de la Argentina, en la provincia de Entre Ríos está representado por la formación Paraná y, suprayacente, la formación Ituzaingó (“Conglomerado osífero del mesopotámico”) mayormente continental.
Los sedimentos aflorantes de la formación Paraná en la provincia de Entre Ríos se presentan desde las proximidades de la desembocadura del arroyo Feliciano hasta la margen derecha del arroyo Nogoyá. La Formación Paraná aflora en las barrancas paranaenses de Entre Ríos en una angosta lonja paralela al río Paraná y orientada de norte a sur.
Litológicamente estos sedimentos poseen un color gris verdoso-oliva y se componen de arcillas, arcillas-limosas y limos arenosos; intercaladamente se presentan delgados perfiles de finas arenas de color blanquecino-amarillento. Son comunes los bancos calcáreos organógenos.
Uno de los rasgos distintivos de esas unidades formacionales es su abundante y diversa malacofauna; su estudio ha permitido conocer la evolución paleobiogeográfica que ha ocurrido, y su relación con la que actualmente habita en el litoral atlántico próximo. Estas comunidades representaron las últimas representaciones de faunas tropicales en altas latitudes sudamericanas.
Posteriormente el descenso de las aguas y el levantamiento regional somerizó el ambiente marino produciendo extensas áreas palustres con depósitos de gredas yesíferas. Como resultado del lento retiro del mar los abanicos fluviales se fueron expandiendo sobre el antiguo lecho marino. Este retroceso asentó facies pliocenas a cuaternarias, dominantemente arenosas y de origen fluvial, las que lentamente rellenaron la cuenca, pertenecientes a las formaciones Ituzaingó y Puelches. Esta regresión marina fue tan marcada que provocó la continentalización del actual Río de la Plata y lo que hoy es la plataforma continental donde se asienta el sector norte del mar Argentino.

## Datación
La edad en que se desarrolló el mar entrerriense es motivo de discusión. Se la asignó al Mioceno medio tardío, relacionándola con picos de ascenso térmico mundial, ocurridos entre 14 y 13,6 Ma y entre los 12,5 y 12,25 Ma. Posteriores estudios específicos sobre lo acaecido en el hemisferio Sur señalaron edades concordantes con tres pulsos de ascensos térmicos: entre los 9,7 y 8,8 Ma, entre los 7,8 y 7,2 Ma y entre los 6,5 y 6,1 Ma. Nuevas evidencias de datación mediante cálculos de edades radiométricas han sugerido su asignación al Mioceno tardío temprano, hace 10 Ma, acompañando al primer pulso cálido del Tortoniano.